# 渤海石油街道
渤海石油街道，是中华人民共和国天津市滨海新区一个已撤销的街道办事处，2013年12月19日，天津市民政局批复同意撤销渤海石油街道，将其所辖行政区域划归大沽街道。